# Jungia stuebelii
Jungia stuebelii là một loài thực vật có hoa trong họ Cúc. Loài này được (Hieron.) Crisci mô tả khoa học đầu tiên năm 1971.